# 金色里程碑

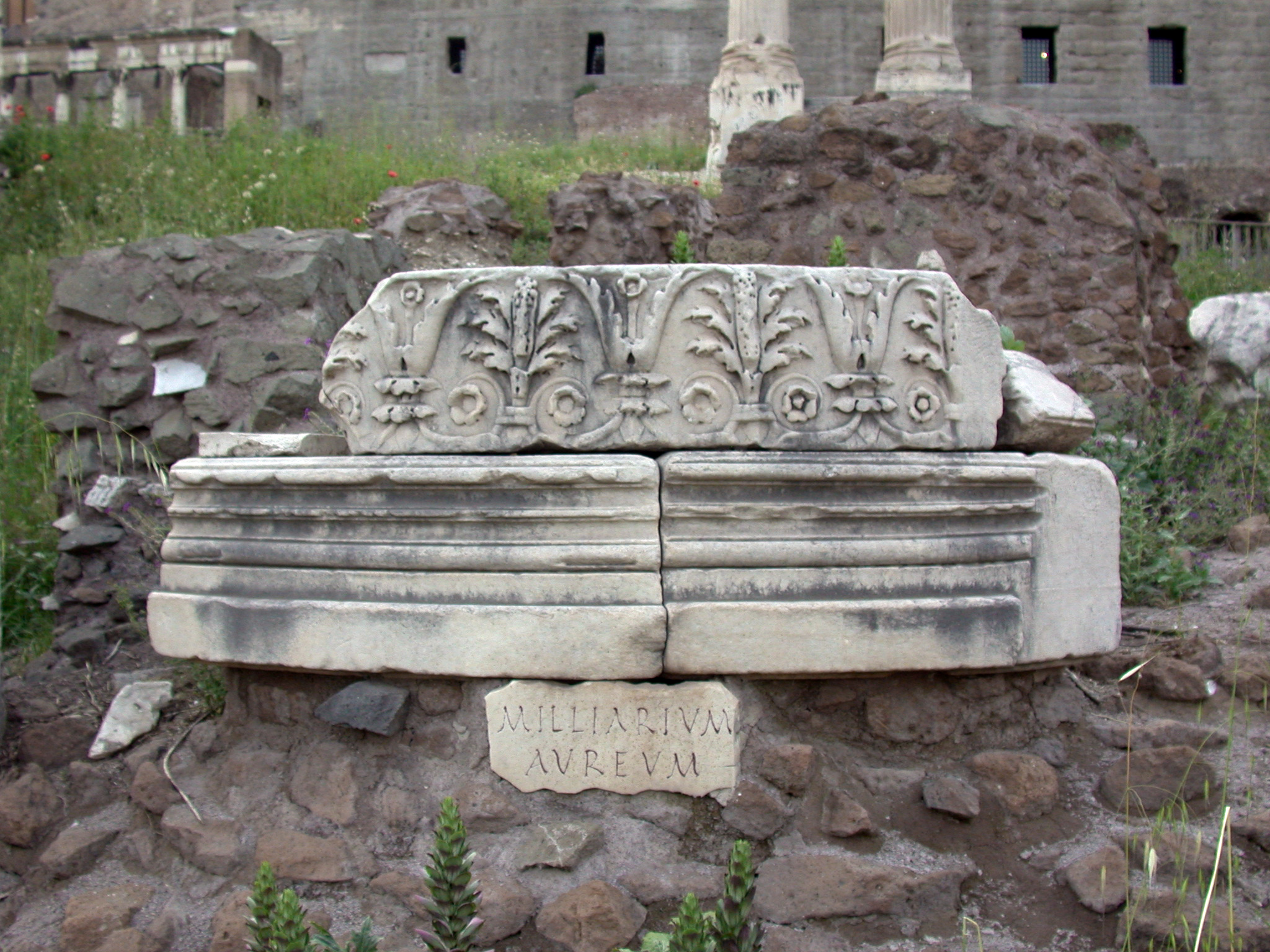
金色里程碑可能的位置

金色里程碑（拉丁語：Miliarium Aureum）是古羅馬時期的公路原點，也是所有以羅馬為起點的羅馬道路的起點。金色里程表修建於西元前20年，現在僅保留有基座的部分。金色里程碑的表面刻有什麼內容現已不得而知，有觀點認為刻有羅馬至帝國各地的距離，但也有其他的說法。